# Bitva v Barentsově moři
Bitva v Barentsově moři (Operace Regenbogen) byla německá námořní operace v době druhé světové války, která proběhla dne 31. prosince 1942. Převaha německých hladinových lodí pod velením admirála Kummetze zaútočila na konvoj JW-51 B, který chránily pouze torpédoborce. Německé lodě však převahy nedokázaly využít a nakonec se téměř bez úspěchu stáhly zpět do Norska.

## Před operací
V roce 1942 začaly německé hladinové lodě ztrácet svoji suverenitu. Jejich už před válkou malý počet plavidel byl během prvních let druhé světové války ještě víc zredukován. Britové potopili například kapesní bitevní loď Admiral Graf Spee v bitvě u ústí Rio de la Plata v roce 1939 a o dva roky později potopily chloubu německého námořnictva bitevní loď Bismarck. Obzvláště ztráta Bismarcku znamenala pro Němce veliký šok, který se poznamenal na změně jejich námořní taktiky. Od té doby bylo zakázáno riskovat ztrátu jakékoliv větší hladinové lodě, tudíž němečtí admirálové měli v boji s nepřítelem značnou nevýhodu, protože museli uvažovat, jestli se do boje vůbec pustit, aby neztratili loď. Toto rozhodnutí učinil sám Adolf Hitler, ale zároveň požadoval v rozporu s předchozím nařízením od lodí velký úspěch při bojové akci. Německé námořnictvo potřebovalo ukázat Hitlerovi, že prostředky vyplýtvané na něj nebyly zbytečné a tak začalo plánovat novou operaci, operaci Regenbogen.

## Vyplutí

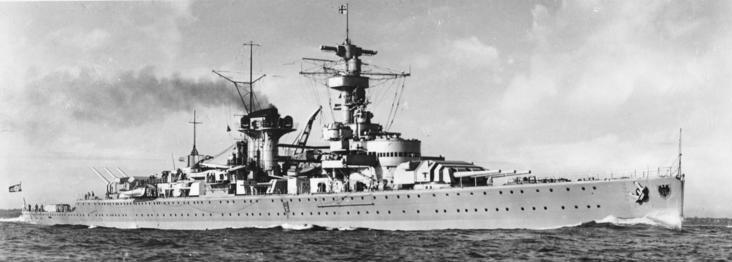
Kapesní bitevní loď Lützow

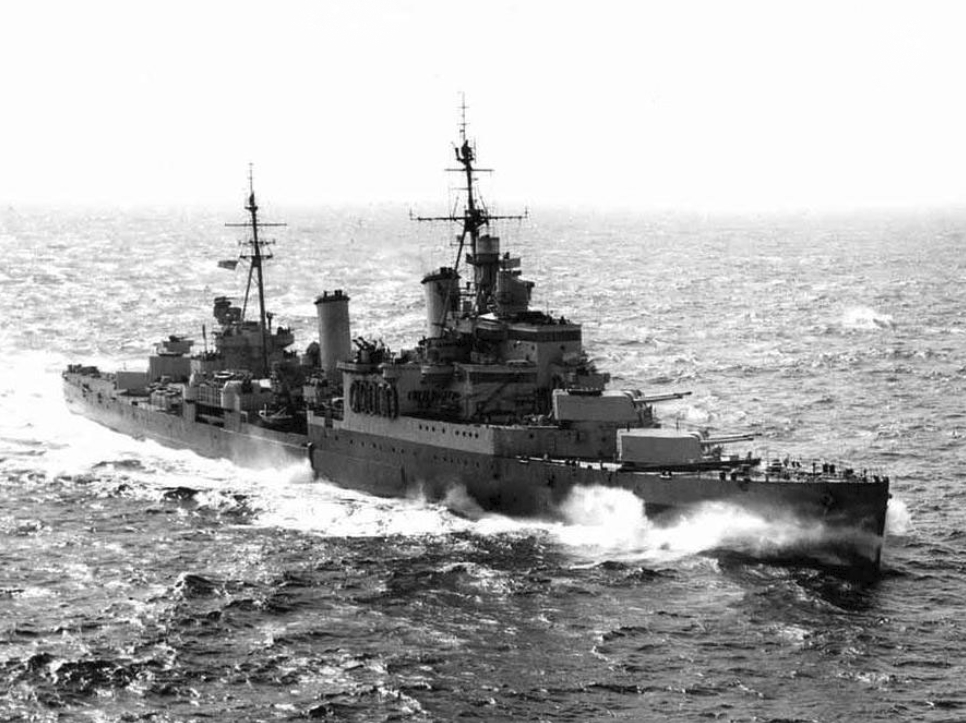
Křižník Sheffield

V severských vodách Norska u města Narvik se zformovalo námořní uskupení, které se skládalo z těžkého křižníku Admiral Hipper, kapesní bitevní lodi Lützow a šesti torpédoborců a bylo připraveno na útoky proti konvojům. Ideálním cílem se stal konvoj JW 51 B, o kterém došla zpráva 24. prosince 1942, kdy jej zpozorovala Luftwaffe. Celé bojové uskupení pod velením admirála Oskara Kummetze okamžitě vyplulo. Lützow, Admiral Hipper a torpédoborce Friedrich Eckoldt, Richard Beitzen, Theodor Riedel, Z 29, Z 30 a Z 31 se plavily směrem ke konvoji, když přišlo ještě další varování od velitelství námořní války: Vyhnout se silnějšímu protivníkovi!. Po 7 dnech, 31. prosince v 07:45, zpozorovaly hlídky na Admiralu Hipperovi první lodě konvoje. Admirál Kummetz použil obkličovací taktiku, vyslal Lützow spolu se třemi torpédoborci na jih, aby vpadli do bitvy v rozhodující chvíli, zatímco sám se s Hipperem a třemi torpédoborci vydal ze severu zaútočit na konvoj. JW-51 B, který se skládal z 14 dopravních lodí, bránila skupina torpédoborců (Onslow, Obedient, Obdurate, Achates a Orwell) spolu s několika korvetami. Skupině velel kapitán R. Sherbrooke. Jako jištění plulo ještě asi 150 mil na severu uskupení pod velením kontradmirála R. L. Burnetta s křižníky Jamaica a Sheffield.
V 08:30 Britové poprvé zpozorovali křižník Admiral Hipper a torpédoborce. Německý svaz však vyčkával v mlze a neútočil, tudíž ho Britové nemohli jasně identifikovat. V 09:15 teprve zjistili, s kým mají tu čest, kdy jeden z torpédoborců zahájil palbu, byť neúspěšnou. Poté se však svaz už neobjevil až do 09:29, kdy se Admiral Hipper vynořil už se skutečně útočným úmyslem a admirál Kummetz zahájil boj. Britové se snažili přivolat křižníky, ty však zachytily rádiový signál z jiného směru a tudíž pluly na opačnou stranu, než kde se bojovalo. Torpédoborcům se podařilo téměř hodinu odvracet německou palebnou převahu, ale nakonec Admiral Hipper těžce zasáhl Onslow. To ovšem nestačilo. Zanedlouho se totiž konvoj přiblížil pod hlavně Lützowa, který ale nemohl útočit, protože počet torpédoborců byl ještě příliš velký, takže v rámci rozkazu o ztrátě velké hladinové lodi by to nebylo bezpečné. O hodinu později, v 10:45, napadl Lützow konvoj podruhé, opět neúspěšně, protože jeho kapitán nerozpoznal vlastní torpédoborce od nepřátelských a proto neútočil. Celý plán se tak ocitl v troskách. Němci se sice setkali po obkličovacím manévru, ale kromě poškození Onslowa ničeho nedosáhli. Admirál Kummetz se rozhodl frontálně zaútočit s celým svazem. Přiblížil se ze severu a rozstřílel torpédoborec Achates, který se začal potápět. Vypadalo to, že Němcům se konečně podařilo prolomit obranu konvoje.
Zatímco Němci sváděli tuhý boj s ochranou konvoje, admirál Burnett se konečně dostal k místu střetu se svými křižníky. Okamžitě potopil na severu jeden torpédoborec, který se k němu přiblížil na minimální vzdálenost, jelikož si spletl jeho křižníky s Hipperem. V té chvíli se zároveň do boje zapojil Lützow, který celou dobu kroužil kolem konvoje, aniž by vedl palbu. Svými děly ráže 280 mm okamžitě zasáhl již těžce poškozený Onslow, ale pak přišel rozkaz k odpoutání se od konvoje. Admirál Kummetz totiž zjistil, že na místo připluly křižníky a dle rozkazu se nechtěl pouštět do zbytečného rizika. V 11:37 se tak německá přesila odpoutala a zahájila ústup do Norska.

## Reakce ve světě
Admirál Kummetz cestou do Norska raději dodržoval rádiový klid, aby nemusel informovat o svém fiasku. Hitler se o akci však nakonec dozvěděl, ale ne od svých admirálů, ale od agentury Reuter, která s velkou pompou tuto zprávu vyhlásila v nočním vysílání dne 1. ledna 1943. Hitlera tato zpráva velmi rozlítila, obzvláště potom, co potvrzení dostal až od velitele námořnictva Raedera až 6. ledna, tedy 6 dní po britském rádiu. Okamžitě Raedera odvolal z funkce a na jeho místo dosadil dosavadního velitele ponorek Dönitze. Tomu zároveň vyjevil svůj nápad ohledně demontáže všech hladinových lodí. Dönitzovi se nakonec podařilo po dvouměsíčním boji Hitlerovi tento nápad rozmluvit a zachránil tak zbytky německého námořnictva, které nakonec bojovaly až do konce války, i když již spíše s podprůměrnými úspěchy.